# Draconarius tibetensis
Draconarius tibetensis là một loài nhện trong họ Amaurobiidae.
Loài này thuộc chi Draconarius. Draconarius tibetensis được Jia-Fu Wang miêu tả năm 2003.